# ₩

₩(원 기호)는 남한과 북한에서 사용하는 화폐 기호이다. 남한 원과 북한 원을 표기하는 통화기호는 유니코드로 U+20A9이다.